# Wacław Latocha

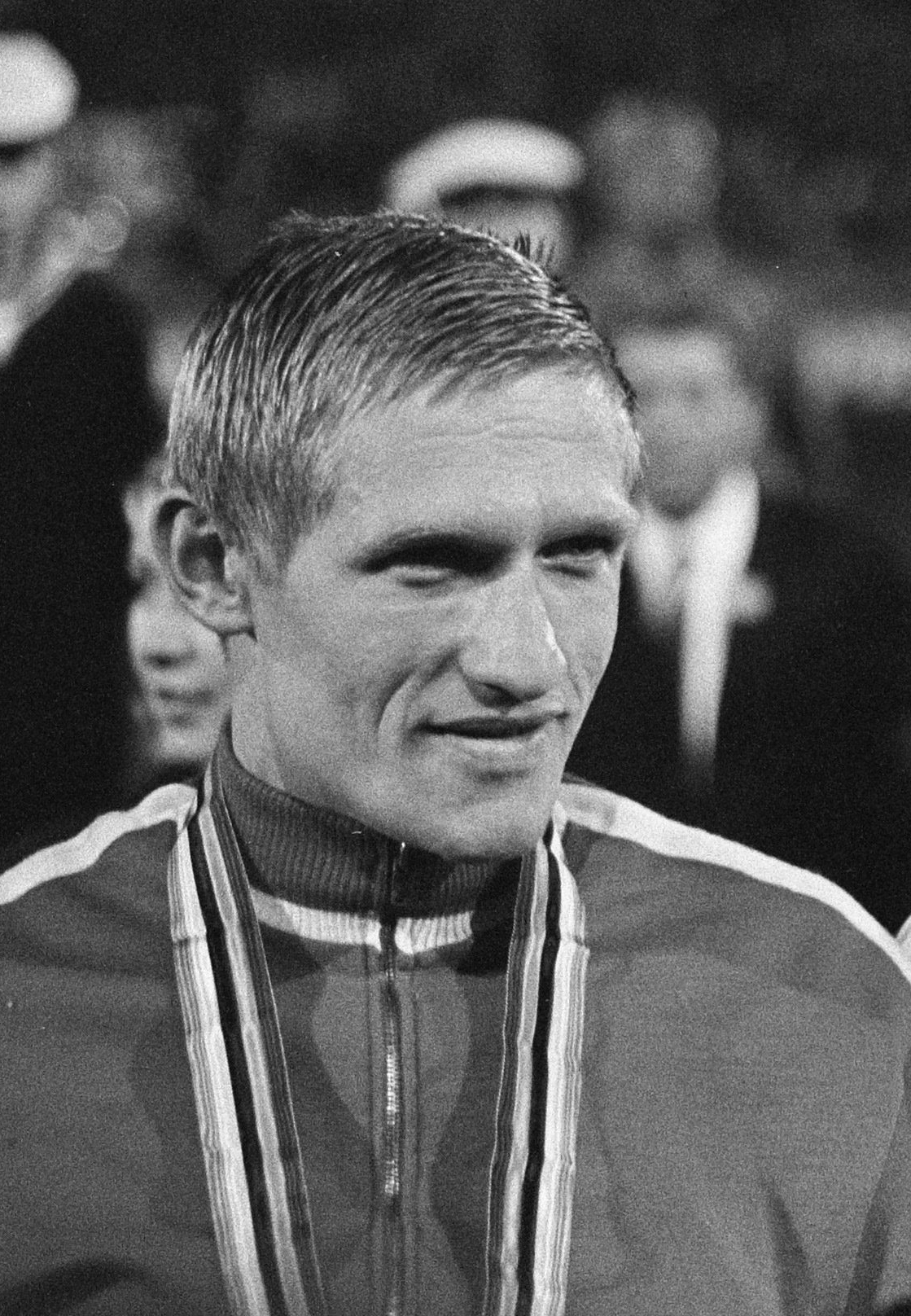
Wacław Latocha (1967)

Wacław Latocha (* 25. Oktober 1936 in Komorniki; † 27. April 2006 in Łódź) war ein polnischer Radrennfahrer und nationaler Meister im Radsport.

## Sportliche Laufbahn
Latocha gewann zwölf Titel bei den polnischen Meisterschaften im Bahnradsport und auf der Straße. Im 1000-Meter-Zeitfahren siegte er 1964 und 1965. In der Einerverfolgung gewann er den nationalen Titel 1967, in der Mannschaftsverfolgung 1962, 1965, 1966 und 1970. Auch im Straßenradsport kam er zu Meisterehren. Im Einzelzeitfahren gewann er 1964 und 1965 den Titel, im Mannschaftszeitfahren 1962 bis 1964.
1964 war er Teilnehmer der Olympischen Sommerspiele in Tokio. Er wurde beim Sieg von Patrick Sercu 7. im 1000-Meter-Zeitfahren. 1968 nahm er erneut an den Sommerspielen in Mexiko-Stadt teil. Er startete mit Wojciech Matusiak, Janusz Kierzkowski und Rajmund Zieliński in der Mannschaftsverfolgung, sein Vierer wurde auf dem 5. Platz klassiert.
1967 wurde er bei den Bahnradsport-Weltmeisterschaften 1967 Zweiter im 1000-Meter-Zeitfahren hinter dem Sieger Niels Fredborg. Damit war er der erste Pole, der bei den Weltmeisterschaften in einem Zeitfahren eine Medaille gewann. Er nahm in den Jahren 1963, 1964, 1965, 1966, 1967, 1969 an den Bahnradsport-Weltmeisterschaften teil.
Latocha startete für die Vereine Włókniarz Łódź und Społem Łódź.

## Berufliches
Nach Beendigung seiner beruflichen Laufbahn war er Trainer von Włókniarz Łódź und Orzeł Warszawa.